# Neria (diptère)
Pour l’article homonyme, voir Neria.
Genre
Neria est un genre d'insectes diptères brachycères de la famille des Micropezidae (ou des Neriidae selon les classifications).

## Liste d'espèces
Selon BioLib (21 février 2018) :
- Neria cibaria (Linnaeus, 1761)
- Neria commutata (Czerny, 1930)
- Neria dentigera (Loew, 1854)
- Neria ephippium (Fabricius, 1794)
- Neria femoralis (Meigen, 1826)
- Neria longiceps (Loew, 1870)
- Neria nigricornis (Zetterstedt, 1838)
- Neria octoannulata (Strobl, 1899)